# Bebé

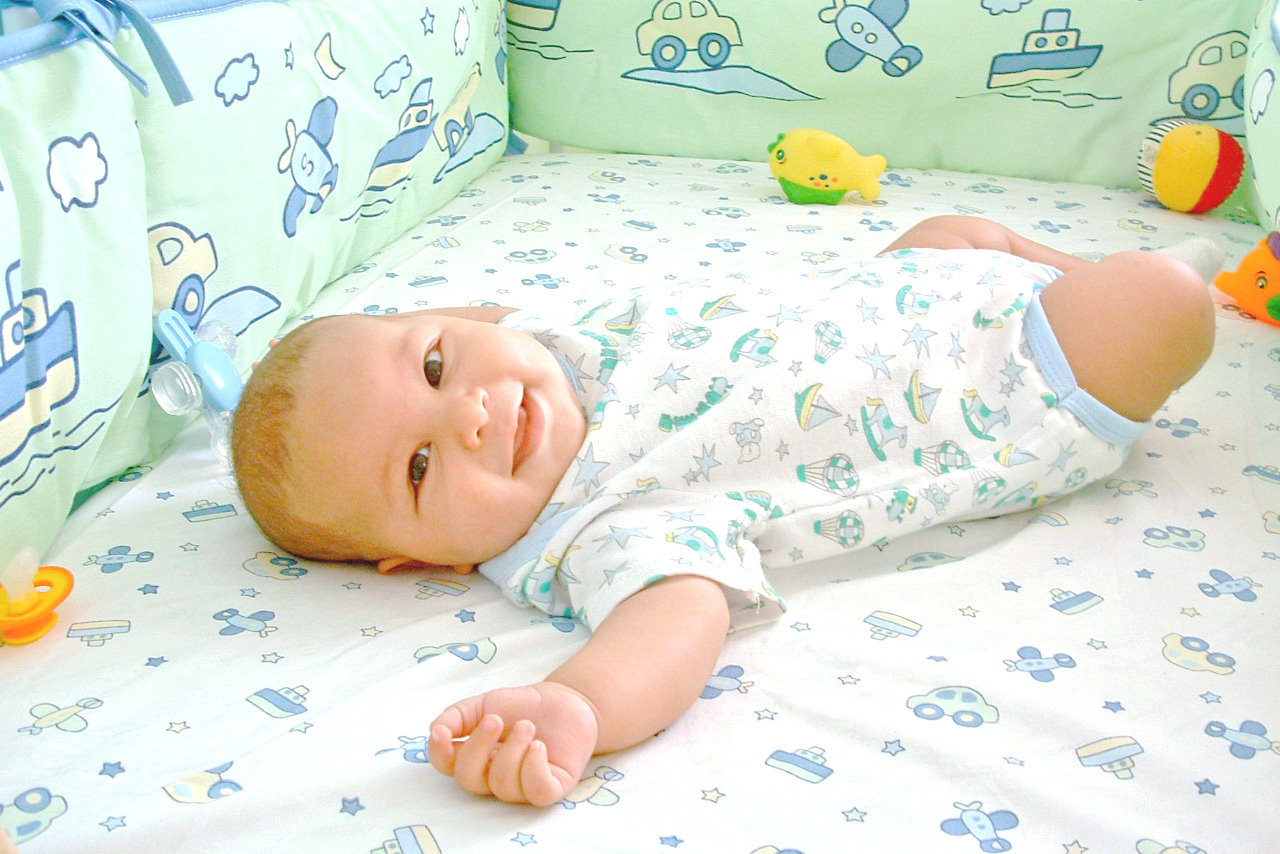
Un bebé sonriente acostado en una cuna.

Un bebé es un ser humano de una edad todavía muy corta, que no puede hablar ni tampoco caminar y generalmente está en período de amamantamiento. Un bebé recién nacido es un «neonato» y suele llorar al nacer. Es totalmente dependiente de sus progenitores o tutores, necesitando de su atención para poder satisfacer sus necesidades básicas o para realizar actividades elementales. Ante cualquier necesidad o incomodidad, el bebé llorará para atraer la atención de los adultos que le rodean. Los bebés también son conocidos como lactantes, rorros, guagua, huahua, wawa, beibi (hispanización de la palabra inglesa, «baby»), entre otros. Un bebé puede tener alrededor de 300 huesos. Los bebés recién nacidos no pueden soltar lágrimas debido a que las Glándulas Lagrimales todavía no se desarrollan.

## Etimología
El DLE define el concepto como niño o niña recién nacido o de muy corta edad y considera que procede de la palabra francesa bébé. Entre sus sinónimos aparecen: niño, criatura, neonato, lactante, rorro, nene, bebe, guagua, nené, tierno, bebo, chichí o chancleta.

## Desarrollo
| Peso y Talla en niños |                 |                     |
| Edad (Meses)          | Peso ideal (kg) | Estatura ideal (cm) |
| Al nacer              | 3,2             | 49,9                |
| 1                     | 4,5             | 54,7                |
| 2                     | 5,6             | 58,4                |
| 3                     | 6,4             | 61,4                |
| 4                     | 7,0             | 63,9                |
| 5                     | 7,5             | 65,9                |
| 6                     | 7,9             | 67,6                |
| 7                     | 8,3             | 69,2                |
| 8                     | 8,6             | 70,6                |
| 9                     | 8,9             | 72,0                |
| 10                    | 9,2             | 73,3                |
| 11                    | 9,4             | 74,5                |
| 12                    | 9,6             | 75,7                |

| Peso y Talla en niñas |                 |                     |
| Edad (Meses)          | Peso ideal (kg) | Estatura ideal (cm) |
| Al nacer              | 3,1             | 49,1                |
| 1                     | 4,2             | 53,7                |
| 2                     | 5,1             | 57,1                |
| 3                     | 5,8             | 59,8                |
| 4                     | 6,4             | 62,1                |
| 5                     | 6,9             | 64,0                |
| 6                     | 7,3             | 65,7                |
| 7                     | 7,6             | 67,3                |
| 8                     | 7,9             | 68,7                |
| 9                     | 8,2             | 70,1                |
| 10                    | 8,5             | 71,5                |
| 11                    | 8,7             | 72,8                |
| 12                    | 8,9             | 74,0                |

- De 0 a 2 meses:
  - El cuello es demasiado frágil para sostener por sí solo la cabeza, como una cebolla.
  - Voltea la cabeza cuando está acostado boca arriba.
  - Sonríe cuando se le acercan.
  - Emite sonidos como gemidos.
  - Empuña su mano para que le quepa la boca.
  - A partir de los dos meses comienza el balbuceo (emitir sonido desde la parte posterior de la boca)
  - Su visión es muy limitada.
- De 3 a 4 meses:
  - Acerca la mano para tomar un objeto.
  - El movimiento de manos y pies no está sincronizado.
  - El desarrollo de la visión permite al bebé diferenciar objetos pero con muy poco contraste.
  - Comienza a reconocer a su madre.
  - Comienza a distinguir entre rostros familiares y desconocidos.
  - Los músculos del cuello se desarrollan permitiendo mantener la cabeza erguida.
  - Juega con sus manos.
- De 5 a 6 meses:
  - Comienza a agarrar objetos pero todavía no utiliza el pulgar.
  - Es capaz de sentarse por sí sólo.
  - Se empuja para levantar su cabeza y hombros para mirar a su alrededor.
  - Comienza el gateo.
- De los 7 a 9 meses:
  - Pasa objetos de una mano a otra.
  - Da sus primeros pasos sosteniéndose de la mano de un adulto.
  - Se sienta firmemente durante periodos largos.
  - Comienza a desplazarse a gatas.
- A los 10 meses:
  - Se pone de pie.
  - Se mantiene de pie con apoyo pero no puede sentarse solo.
  - Emite las primeras palabras.
  - Le gusta lanzar objetos.
- De 11 a 12 meses:
  - Mantiene el equilibrio mientras se pone de pie por sí solo.
  - Da sus primeros pasos.

## Cuidados del bebé

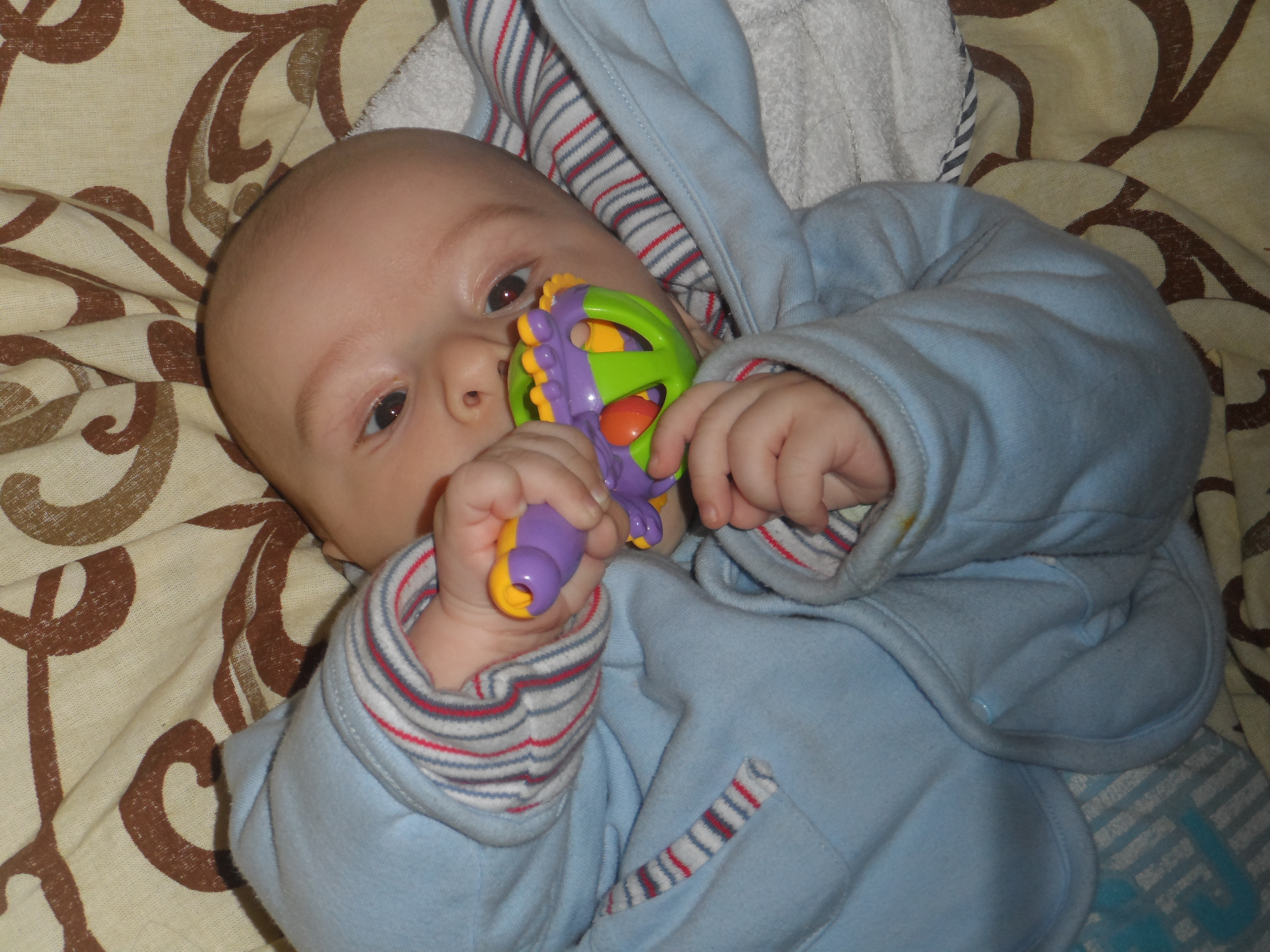
Un bebé jugando

Cuando nace el bebé y los padres vuelven con él al hogar, comienza una vida nueva, con nuevos horarios, costumbres y actividades que giran absolutamente en torno al recién nacido. Los cuidados básicos del mismo, son parte de las tareas que deben realizarse y para las que hay que estar muy bien preparados y dispuestos.
Entre los cuidados básicos del bebé están:

### Alimentación
Sin lugar a dudas, el mejor alimento para el bebé es la leche materna y por ello es que se promueve tanto la lactancia y sus múltiples beneficios (protección contra enfermedades, inmunidad, fortalecedora del vínculo afectivo entre madre e hijo, etc.).

#### Beneficios de la leche materna
- Mejora las defensas.
- Puede prevenir cierto tipo de alergias.
- Ayuda a la relación madre-hijo, favoreciendo el contacto precoz.
- Mejora la absorción, digestión y vaciamiento gástrico.
- Hay una mejor absorción de todos sus componentes.
- Facilita el crecimiento intestinal, disminuyendo el riesgo de enterocolitis necrotizante.

#### Manejo de la leche materna
- Lavado intenso de manos.

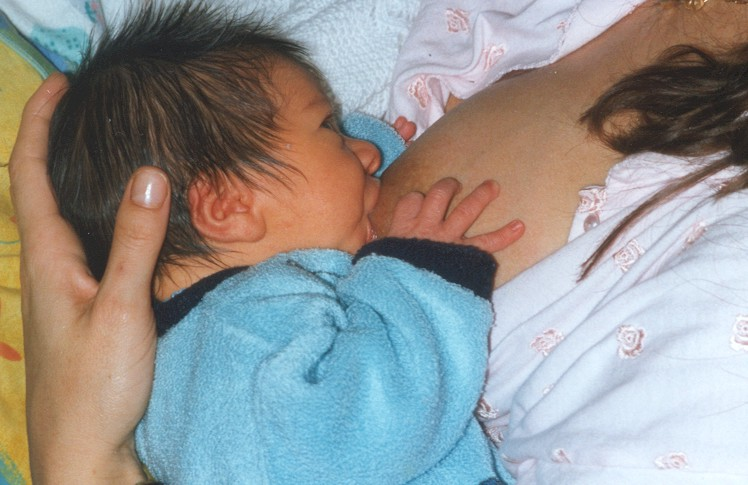
Lactancia materna de recién nacido

- Estimulación de las mamas después del nacimiento cada dos horas.
- Almacenar en recipientes de plástico o cristal.
- Rotular con nombre, fecha y hora de extracción.
- Guardar en la nevera.
- Usar por orden de antigüedad.
- Calentar o descongelar al baño María.
- Congelar, si no se va a usar antes de las 24 horas.
- Transporte desde el domicilio al hospital en nevera portátil.
- Lavado del material (sacaleche, biberones…) con agua y jabón (puede usarse el lavavajillas). Hacer un secado (es importante) con un paño limpio.

Sin embargo, pueden existir casos en los que por diversas razones (enfermedad o ausencia de la madre por ejemplo) esto no es posible y se debe recurrir a la leche de fórmula.
En uno u otro caso, lo importante es tener claro que el bebé debe ser alimentado a demanda, inclusive durante la noche.
En el caso del amamantamiento, si bien es casi instintivo el reflejo de succión del bebé y la colocación del pequeño al pecho materno, es preciso saber como hacerlo para prevenir que el bebé lastime los pezones de su madre al succionar mal, trayendo como consecuencia que en situaciones extremas, deba interrumpirse la lactancia.
Cuando el bebé es alimentado con leche de fórmula, lo que debe tenerse en cuenta es la higiene y manipulación de los utensilios y de la leche, ya que un mal manejo puede acarrear problemas digestivos al bebé. Deben lavarse muy bien las manos antes, prepararse la fórmula con agua fría, previamente hervida durante unos 10 minutos, y estar todos los utensilios correctamente esterilizados.
Después de alimentar al bebé, hay que hacerlo eructar, para que expulse el aire que tragó mientras comió, previniendo así gases y vómitos. Para ello, la madre, padre o adulto a cargo, se coloca un paño limpio sobre el hombro y poniendo al bebé en posición vertical con la boca sobre el paño, se lo deja unos minutos hasta que eructe.

#### Ablactación
Es introducir alimentos aparte de la leche, a partir de los 6 meses es necesario el cambio de alimentación porque el bebé lo va exigiendo y sus necesidades nutricionales van cambiando.
El cambio de alimentación requiere ayuda y paciencia ya que no aceptará el cambio tan rápido. Lo primero es tener control sobre las posibles intolerancias alimenticias, es decir, si algún alimento produce diarrea, estreñimiento u otro tipo de enfermedades al bebé. Por ello se introduce poco a poco para ir teniendo un buen control. La alimentación diaria depende de la edad, peso y talla por lo que las cantidades las va determinando el mismo bebé.
Hay algunos alimentos que se deben evitar durante el primer año, ya sea por el riesgo de alergias o atragantamientos como:
- Leche y otros productos lácteos.
- Nueces, incluyendo cacahuates.
- Chocolate.

Los primeros 1,000 días de vida, el tiempo que transcurre aproximadamente entre la concepción y el segundo año de vida, es un período único de oportunidad en el que se establecen los fundamentos de una salud, crecimiento y desarrollo neurológicos óptimos a lo largo de la vida. La desnutrición debilita este fundamento, lo que lleva a morbilidades significativas, como mala salud y, más insidiosamente, una pérdida sustancial del potencial de desarrollo neurológico.

## Cuidados generales

### Piel y anejos cutáneos
La piel y los anejos cutáneos del neonato tienen unas características especiales a tener en cuenta en el cuidado diario:
- La capa más externa está poco desarrollada por lo que presenta una mayor pérdida de calor, está más expuesta a infecciones y tiene gran capacidad de absorción de cremas y medicamentos tópicos.
- También carece de pilosidad, es decir no tiene vello, sino una especie de pelusa llamada lanugo que se irá perdiendo poco a poco y se descama fácilmente, lo que la hace muy delicada.
- Posee escasos factores hidratantes naturales por lo que necesita cuidados especiales.

#### Uñas
Cortar las uñas del bebé es fundamental para evitar que pueda lastimarse él mismo. Existen tijeras especiales que tienen las puntas redondeadas u otras para arriba, que son ideales para esto. Muchos recomiendan realizarlo cuando el bebe está dormido, ya que el niño por naturaleza tiende a ser muy inquieto para realizar este tipo de actividad.

### Cambio de pañales
En general los bebés recién nacidos defecan poco después de cada ingesta, es por ello aconsejable mudar su pañal poco después de alimentarlo, higienizándolo con un algodón o gasa embebida en agua tibia, secarlo bien y poner un pañal limpio. Es importante recordar que a las niñas hay que limpiarlas de adelante hacia atrás, para evitar arrastrar bacterias del ano a la vulva y a los varones levantando el pene para higienizar bien alrededor del mismo y los testículos, pero sin correr el prepucio.
Además de después de alimentarlo, se debe vigilar de tanto en tanto el pañal del bebé para ver si necesita cambio, ya que aunque no defeque, ni está muy mojado también necesita cambio, porque de lo contrario puede irritarse y pasparse su delicada piel. Los cuidados generales que deben tenerse con la piel de los bebés recién nacidos son los siguientes:
1. Baño diario con jabón para bebés, con la menor cantidad de perfumes o colorantes; deben evitarse los jabones llamados “neutros” y los de avena o manzanilla, que pueden secar más la superficie de la piel.
2. No frotar la piel del bebé con estropajos, esponjas o toallas, solo utilizar la mano y el jabón.
3. Aplicar al finalizar el baño, cremas (emolientes) sobre la superficie de la piel; se preferirán cremas que contengan petrolato sólido o líquido y se evitarán las que contengan perfume colorante en exceso. En las áreas con mayor descamación o resequedad puede aplicarse la misma crema varias veces durante el día.
4. Evitar aplicar talco o aceites minerales sobre la superficie de la piel.
5. Para el aseo de la zona del pañal se utilizará exclusivamente agua y algodón, asegurándose que se encuentra la piel seca antes de colocar el pañal.
6. La ropa del bebé se preferirá del algodón; de manera general debe usarse solo pañal, playera y mameluco evitando abrigarlo en forma excesiva lo que puede favorecer la aparición de sarpullido; debe cubrirse al bebé en forma proporcional a como se abrigaría el adulto. Se evitarán en condiciones normales gorros, guantes y fajeros.
7. La ropa del bebé debe lavarse con jabón de pasta, evitando detergentes, suavizantes y cloro, que pueden irritar la piel e incluso en algunos casos ser tóxicos.
8. Evitar aplicar cremas medicadas en la piel, sin ser indicadas por el pediatra o dermatólogo pediatra.

### Higiene del ombligo
La higiene del ombligo es sumamente importante. No debe mojarse por nada y se limpia a diario cada vez que se cambia el pañal del bebé, con una gasa embebida en alcohol, envolviéndolo luego con una gasa seca. Debe controlarse que esté seco, que no haya secreciones ni feo olor. El ombligo caerá alrededor de los 10 días de nacido el neonato.

### Sueño
Durante los primeros tiempos el neonato lo único que hace es comer, defecar y dormir. Pasa prácticamente todo el día y la noche durmiendo y esto es totalmente normal. Para que el sueño sea seguro, se recomienda que duerma en su cuna, no entre medio de sus padres para evitar accidentes de sofocación, sin almohada, boca arriba y con la cabeza de lado, ya que esta posición, según varios estudios, es la más segura para prevenir la muerte súbita del lactante.
Es importante vigilar al pequeño durante su sueño, para cerciorarse de que esté respirando bien, no haya mantas, sábanas ni ningún objeto que pueda estar cubriendo su rostro y asfixiarlo, esté abrigado, cómodo y en la posición segura.

### Baño
Antes de la caída del cordón umbilical, debe tenerse mucho cuidado al higienizar al bebé, puesto que esa zona no puede mojarse. Es por ello, que muchos padres optan por no sumergir al bebé al baño hasta después que haya caído el ombligo. Sin embargo, la higiene debe hacerse de una u otra forma, sino se quiere sumergir al bebé por temor, puede utilizarse una gasa mojada con agua y jabón e ir lavando por partes su cuerpo, teniendo la precaución de quitar bien el jabón para que no irrite su piel y lavar su cabello aparte.
Una vez que el cordón cayó y que puede mojarse al bebé con tranquilidad, se lo puede sumergir en la bañera, siempre cuidando que la cabeza quede fuera del agua. En general, se aconseja lavar primero la cabeza, antes de desvestirle, para evitar que se enfríen, y luego quitarle la ropa y lavar su cuerpo con agua templada, previamente probada la temperatura.
Es conveniente que la habitación en la que se bañe al bebé esté correctamente climatizada y que no existan corrientes de aire que puedan enfriarlo.

### Productos cosméticos
Dado lo delicada de la piel del neonato, no se aconseja el uso de talcos, lociones, aceites ni perfumes directo sobre su piel. Solamente champú especial para niños y jabón neutro (sin Triclosán). El perfume puede ponerse sobre la ropa y un poco en su cabeza ya que el uso de talco puede llegar a una irritación.

### Ropa
La ropa del bebé debe lavarse con jabón neutro para evitar reacciones alérgicas o irritaciones en su piel y plancharse posteriormente.
Lo ideal es que la ropa del recién nacido sea de algodón, ya que no suele causar reacciones en su piel.
Hay que tener cuidado con la cantidad de ropa que se pone al bebé, ya que si bien no controla bien la temperatura, abrigarlo en exceso también puede ser peligroso y hacer que esté molesto e incómodo.

### Cargar al bebé

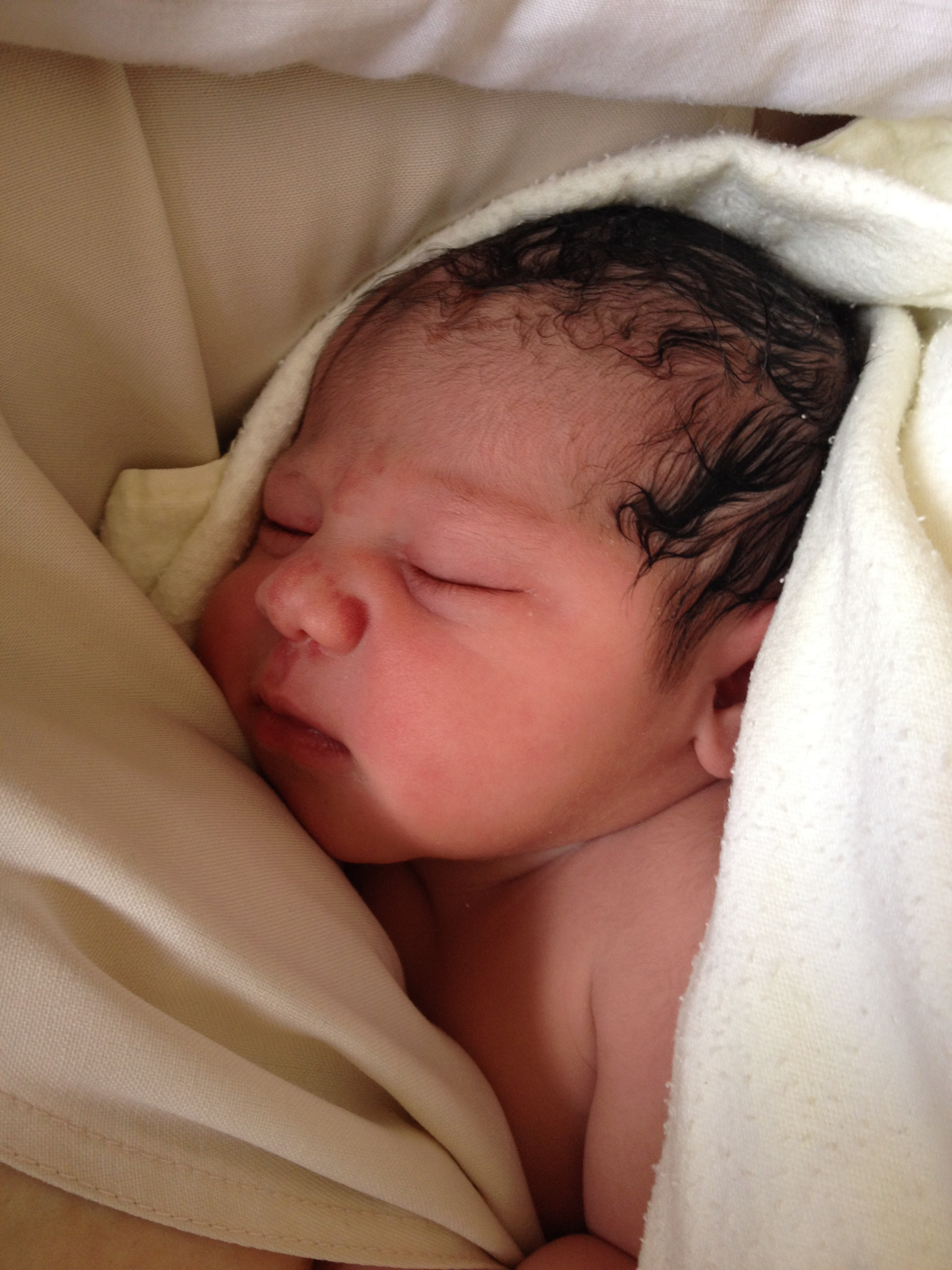
Bebé recién nacido

El contacto físico con el bebé es fundamental para su desarrollo físico y emocional. El sentir el olor, la voz y el calor de su madre o padre, hace que el niño se sienta protegido, seguro. Hablarle, cantarle, besarle y acariciarlo contribuye al sano desarrollo de su personalidad.

### Higiene de las vías respiratorias
Las infecciones respiratorias (bronquiolitis, resfriados, procesos gripales, etc.) se suelen producir en el periodo otoño-invierno (de septiembre a marzo en el hemisferio norte, de marzo a septiembre en el sur).
Se da con mayor frecuencia en bebés menores de seis meses y es más grave en los neonatos menores de seis semanas.
Los siguientes son factores de riesgo para coger infecciones respiratorias:
- Parto prematuro.
- Que tengan problemas pulmonares.
- Que tengan problemas de corazón.
- Que asistan a guarderías.
- Que tengan más hermanos en edad escolar.
- Que los padres fumen (tabaquismo pasivo).
- Hacinamiento de las casas.
- Bajo nivel socioeconómico.
- Ausencia de lactancia materna (la leche de la madre es protectora).

#### Medidas de prevención de infecciones respiratorias
- Lavarse las manos frecuentemente los padres y cualquiera que toque al niño (muy importante).
- Baño y aseo diario.
- Tirar los pañuelos usados.
- Limpiar frecuentemente con agua y jabón los juguetes del niño.
- Usar habitaciones separadas para el niño y hermanos mayores.
- Evitar que se acerquen personas resfriadas.
- No permitir que ninguna persona fume donde esté el bebé.
- Evitar espacios llenos de gente (salas de espera pediátricas, salas comunes en hospitales, grandes almacenes etc.), durante otoño e invierno.
- Si está indicada alguna vacunación (antigripal, virus sincitial respiratorio) lo indicará el pediatra.
- Evitar cambios bruscos de temperatura.

## Recomendaciones de cuidado a un Bebé
1. La recomendación es no darle un dispositivo a un bebé ya que puede causar problemas en su desarrollo Neurológico.  La recomendación para uso de dispositivos móviles es partir de los 6 años en adelante, en periodos de corta duración y bajo supervisión de un adulto.